# Melena (cabello)

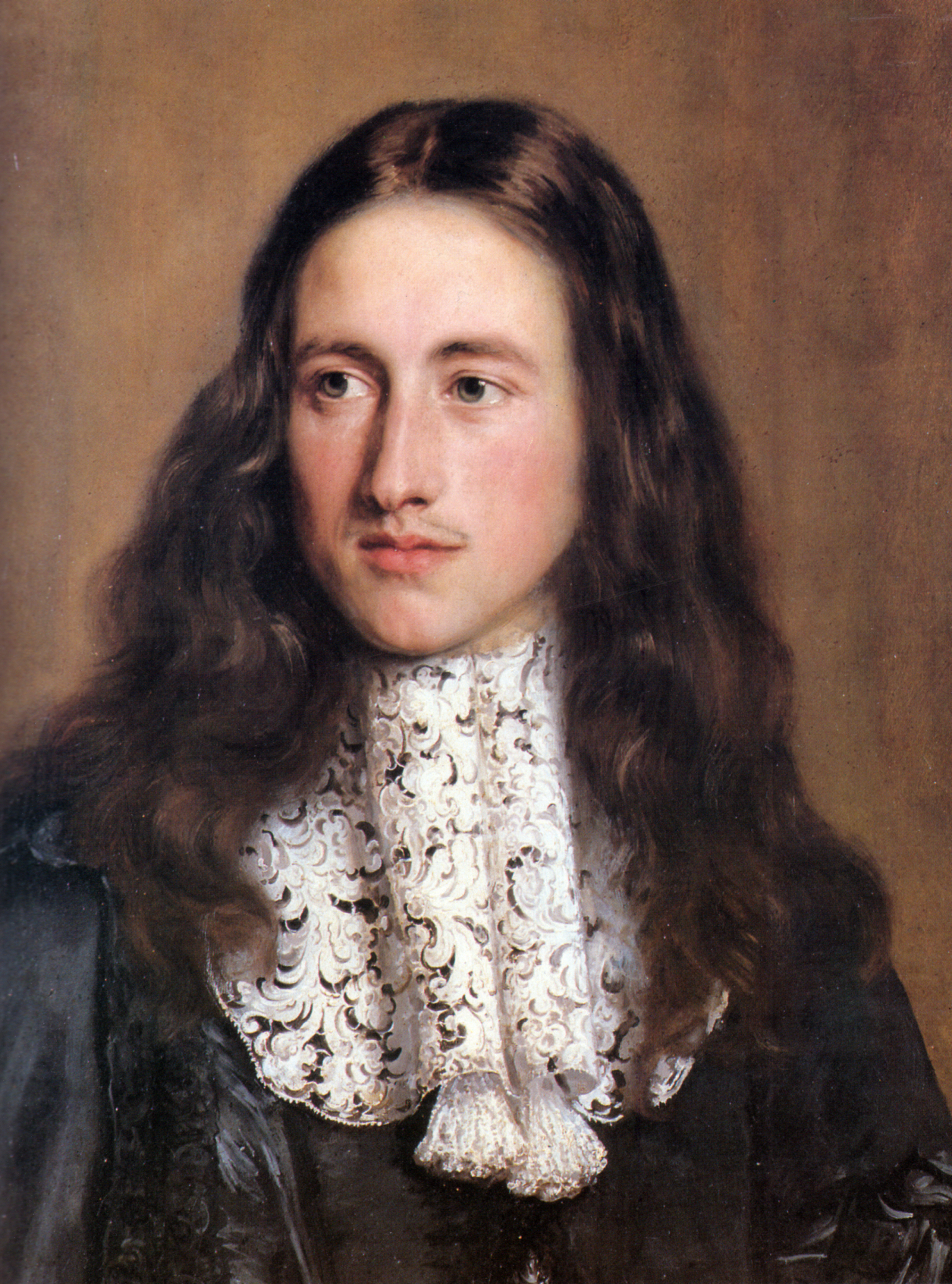
Hombre con melena.

Se llama melena o cabellera al conjunto de pelo largo y tendido que cae sobre la espalda. Una "melena" puede ser un símbolo de cuidado y belleza, ya que el pelo largo no es fácil de mantener. Para aquella persona con el cabello largo y abundante, se puede utilizar el adjetivo «melenudo».

## Historia
Referido comúnmente como: Conjunto de cabello grueso y duro, cuando son largos y abundantes
Los hebreos llevaban los cabellos largos y solo los sacerdotes se los hacían cortar. Los griegos más antiguos los llevaban también muy largos y los rizaban sobre la frente formando un tupé (coymbión). En cuanto a las mujeres, empleaban un peinado complicadísimo y eminentemente artístico como resulta de las estatuas de madera arcaicas descubiertas en las excavaciones del Erecteión. 
Los antiguos romanos llevaron los cabellos largos hasta el año 454 (299 a. C.) de la fundación de aquella ciudad pero después los llevaron cortos y las cabelleras largas pasaron a ser señal de afeminamiento.
Entre los galos y francos, la cabellera larga significaba nobleza. Muchos pueblos germanos unían sus largos cabellos en una trenza detrás de la cabeza. Así entre ellos como en otros pueblos antiguos, una cabeza rasa era señal de esclavitud y de ahí la abdicación del rey Wamba a quien como es sabido le cortaron los cabellos estando dormido.
En Francia, se llevaron los cabellos largos hasta el reinado de Francisco I que al objeto de curarse una herida de la cabeza introdujo la moda de llevarlos cortos. Acabó con esta moda Luis XIII lo cual hizo se introdujera el uso de las pelucas que adquirieron enorme desarrollo bajo Luis XIV. En tiempo de Luis XV comenzó el uso de las pelucas empolvadas y de la coleta, en uso hasta finales del siglo XVIII en cuya época apareció el peinado a lo Tito en honor a los clásicos recuerdos de Roma y consecutivamente se pusieron de moda los diferentes peinados hoy en uso.